# Мелісса Белоут
Мелісса Белоут (англ. Melissa Belote, 16 жовтня 1956) — американська плавчиня.
Олімпійська чемпіонка 1972 року, учасниця 1976 року.
Чемпіонка світу з водних видів спорту 1973 року.